# Double Plaidinum
Double Plaidinum is het vierde studioalbum van de Amerikaanse punkband Lagwagon. Het werd uitgegeven op 12 augustus 1997 door Fat Wreck Chords. Het is het eerste album van Lagwagon zonder de line-up waarmee de band begonnen is, dit komt doordat gitarist Shawn Dewey en drummer Derrick Plourde allebei de band verlieten na de uitgave van Hoss. Ze werden tijdelijk vervangen door gitarist Ken Stringfellow (van The Posies) en drummer Dave Raun (van Rich Kids on LSD).
Het album behaalde de twintigste plaats in 1997 in de Top Heatseekers-hitlijst van Billboard.

## Nummers
1. "Alien 8" - 1:50
2. "Making Friends" - 2:15
3. "Unfurnished" - 3:15
4. "One Thing to Live" - 1:28
5. "Today" - 2:04
6. "Confession" - 2:52
7. "Bad Scene" - 1:17
8. "Smile" - 2:05
9. "Twenty-Seven" - 2:29
10. "Choke" - 2:45
11. "Failure" - 2:45
12. "To All My Friends" - 6:01

## Band
- Joey Cape - zang, synthesizer
- Chris Flippin - gitaar
- Jesse Buglione - basgitaar
- Dave Raun - drums, slagwerk
- Ken Stringfellow - gitaar, zang